# Panicum dichotomum
Panicum dichotomum är en gräsart som beskrevs av Carl von Linné. Panicum dichotomum ingår i släktet vipphirser, och familjen gräs. Inga underarter finns listade i Catalogue of Life.